# میشل راگوسا
میشل راگوسا بازیگر و خواننده آمریکایی است که در حال حاضر در نیوجرسی ساکن است. او بیشتر به خاطر کارهایش در تئاتر برادوی و اجرای انفرادی و اجرای کنسرت با ارکسترهای سمفونیک در سراسر ایالات متحده شناخته شده‌است. او همچنین شخصیت دوره‌ای را در کمدی تلویزیونی Happyish ایفا کرد. راگوسا که در بوفالو، نیویورک به دنیا آمد، از آکادمی فرشتگان مقدس فارغ‌التحصیل شد و زمانی که از دانشگاه نیاگارا بازدید کرد و تصمیم گرفت رؤیای خود را دنبال کند و به رشته تئاتر انتقالی گرفت. او در سال ۱۹۸۷ با مدرک BFA فارغ‌التحصیل شد و بلافاصله در شرکت یانگ در استودیو آرنا استخدام شد و به انجمن سهام بازیگران پیوست. او سپس به شهر نیویورک نقل مکان کرد و شروع به کار در آف برادوی و در تولیدات منطقه ای کرد و به عنوان یک «سوپرانوی بامزه» شناخته شد.

### اجراهای صحنه
- ۱۹۹۲: شیخ خیابان B (در نقش سالی اسمال) • تالار شهر (نیویورک)
- ۲۰۰۳: من و دخترم (در نقش لیدی ژاکلین کارستون) • موزیکال Goodspeed[۷]
- ۲۰۰۴: او مرا دوست دارد (در نقش آمالیا بالاش) • خانه بازی کارخانه کاغذ[۸]
- ۲۰۰۴: موزیکال تام جونز (در نقش خانم فیتزپاتریک) • اولین نمایش آمریکایی تئاتر موسیقی شمال شور[۹]
- ۲۰۰۵: مخاطبان (به عنوان کتلین) • گروه حمل و نقل[۱۰]
- ۲۰۰۹: و جهان می‌رود (در نقش لیزا و دیگران) • تئاتر عمومی پیتسبورگ[۱۱]
- ۲۰۰۹: به درون جنگل (به عنوان جادوگر) • تئاتر رپرتوری کانزاس سیتی[۱۲]
- ۲۰۰۹: فول مونتی (در نقش ویکی نیکولز) • خانه بازی کارخانه کاغذ[۱۳]
- ۲۰۱۱: برای پسران (در نقش دیکسی لئونارد) • تئاتر ماریوت[۱۴]
- ۲۰۱۲: کمپانی (به عنوان سارا) • مرکز تئاتر Geva[۱۵]
- ۲۰۱۳: فاجعه! (به عنوان جکی) • تئاتر سنت لوک[۱۶]
- 2013: Spamalot (به عنوان بانوی دریاچه) • The Muny[۱۷]
- ۲۰۱۳: کولی (در نقش ماما رز) • تئاتر Hangar[۱۸]
- ۲۰۱۴: هوس سفر (در نقش جوآن) • تئاتر پیتر جی شارپ[۱۹]
- ۲۰۱۴: کلبه (در نقش مارجوری) • تئاتر آسپن[۲۰]
- ۲۰۱۵: مری پاپینز (در نقش وینیفرد بنکس) • نور ستاره کانزاس سیتی[۲۱]
- 2015: The Drowsy Chaperone (به عنوان The Chaperone) • Cape Playhouse[۲۲]
- ۲۰۱۵: پادشاه و من (در نقش آنا) • تئاتر مالتز ژوپیتر[۲۳]
- ۲۰۱۶: سلام، دالی! (در نقش دالی گالاگر لوی) • ریورساید تئاتر[۲۴]
- ۲۰۱۶: کیک آف (در نقش ریتا) • خانه نمایش شهرستان باکس[۲۵]
- ۲۰۱۷: مامه (در نقش مامه دنیس) • ریورساید تئاتر[۲۶]